# Detroit pistonsi
Detroit pistonsi (енгл. Detroit Pistons) su američki košarkaški klub iz Detroita, Mičigen. Igraju u NBA ligi (Centralna divizija).

## Istorija Pistonsa

### Počeci
Tim je osnovan u Fort Vejnu 1941. pod nazivom Fort Vejn Zolner pistons. Vlasnik Fred Zolner bio je vlasnik Zolner korporacije, odnosno livnica u kojoj su se proizvodili klipovi (eng. Pistons) za motorna vozila. Od 1948. tim nosi ime Fort Vejn pistons.

### 60-e i 70-e
- Karakteristikika tima iz ovog perioda je visok individualni kvalitet, ali slaba ekipa
- Nijedna osvojena titula
- Prodaja ekipa Vilijamu Dejvidsonu 1974.
- Preseljenje u Pontijak, predgrađe Detroita, Mičigen

### 80-e: „Loši momci“
Za razliku od prethodnog perioda osamdesete su bile veoma uspešne za Pistonse. Osvojili su NBA titulu 1989. koju su odbranili 1990. Ovaj period je obeležila agresivna odbrana. Glavne zvezde Pistonsa 80-ih su bili Ajzeja Tomas i Denis Rodman, jedan od najboljih defanzivnih igrača svih vremena. U finalu 1989. su imali skor od 4-0 protiv Lejkersa predvođenih Karimom Abdul-Džabarom i Medžikom Džonsonom.

### 2004: „Nova šampionska generacija“
Posle četrnaest godina Detroit je osvojio titulu. U finalu su pobedili Lejkerse rezultatom 4-1.
Startna petorka:
- Ben Volas (centar)
- Rašid Volas (krilni centar)
- Tejšon Prins (krilo)
- Ričard Hamilton (bek)
- Čonsi Bilaps (plejmejker)